# Gyrostemonaceae
Die Gyrostemonaceae sind eine Pflanzenfamilie in der Ordnung der Kreuzblütlerartigen (Brassicales). Die 16 bis 19 Arten sind in Australien einschließlich Tasmanien (eine Art) heimisch.

## Beschreibung

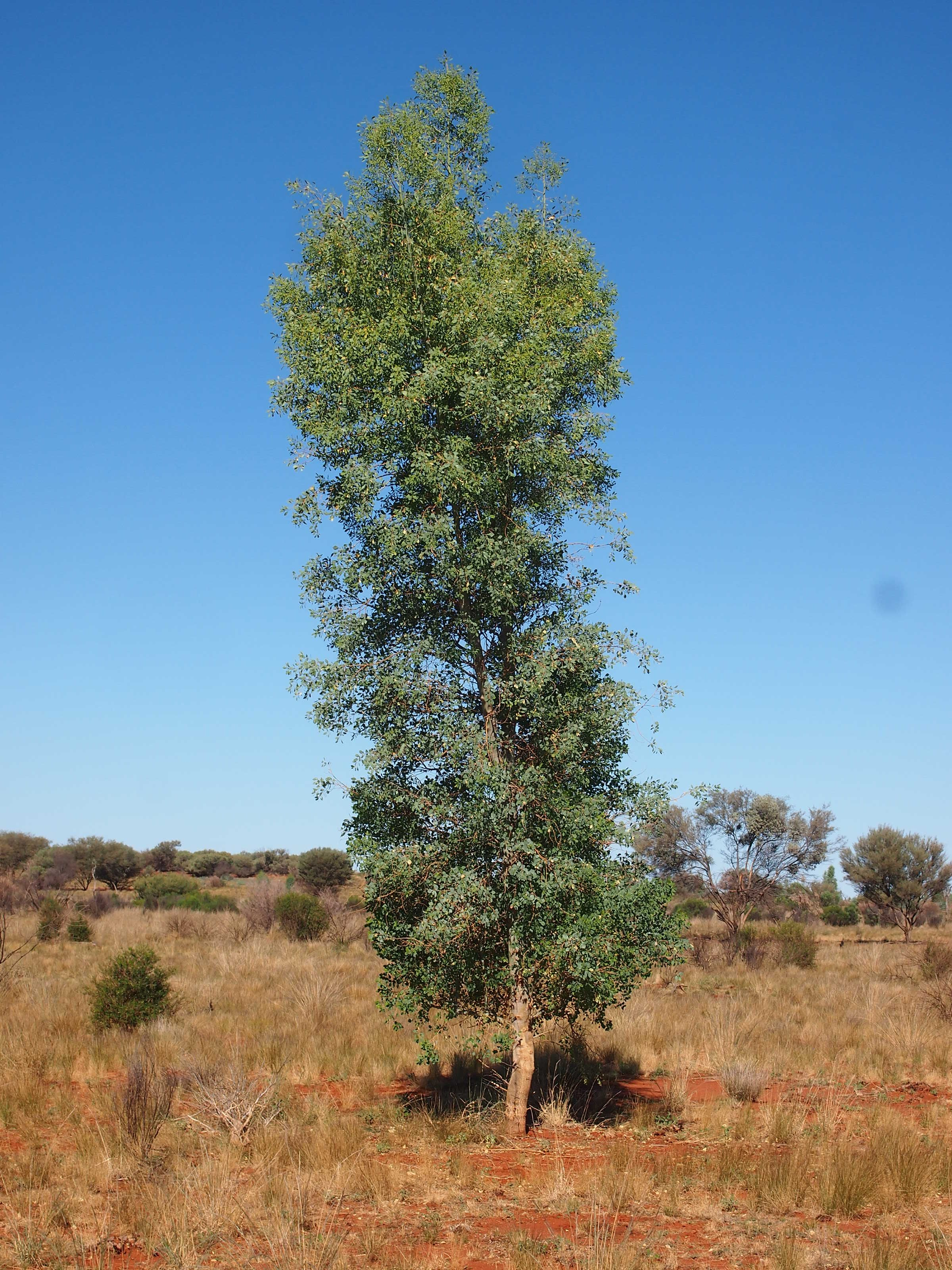
Habitus von Codonocarpus cotinifolius

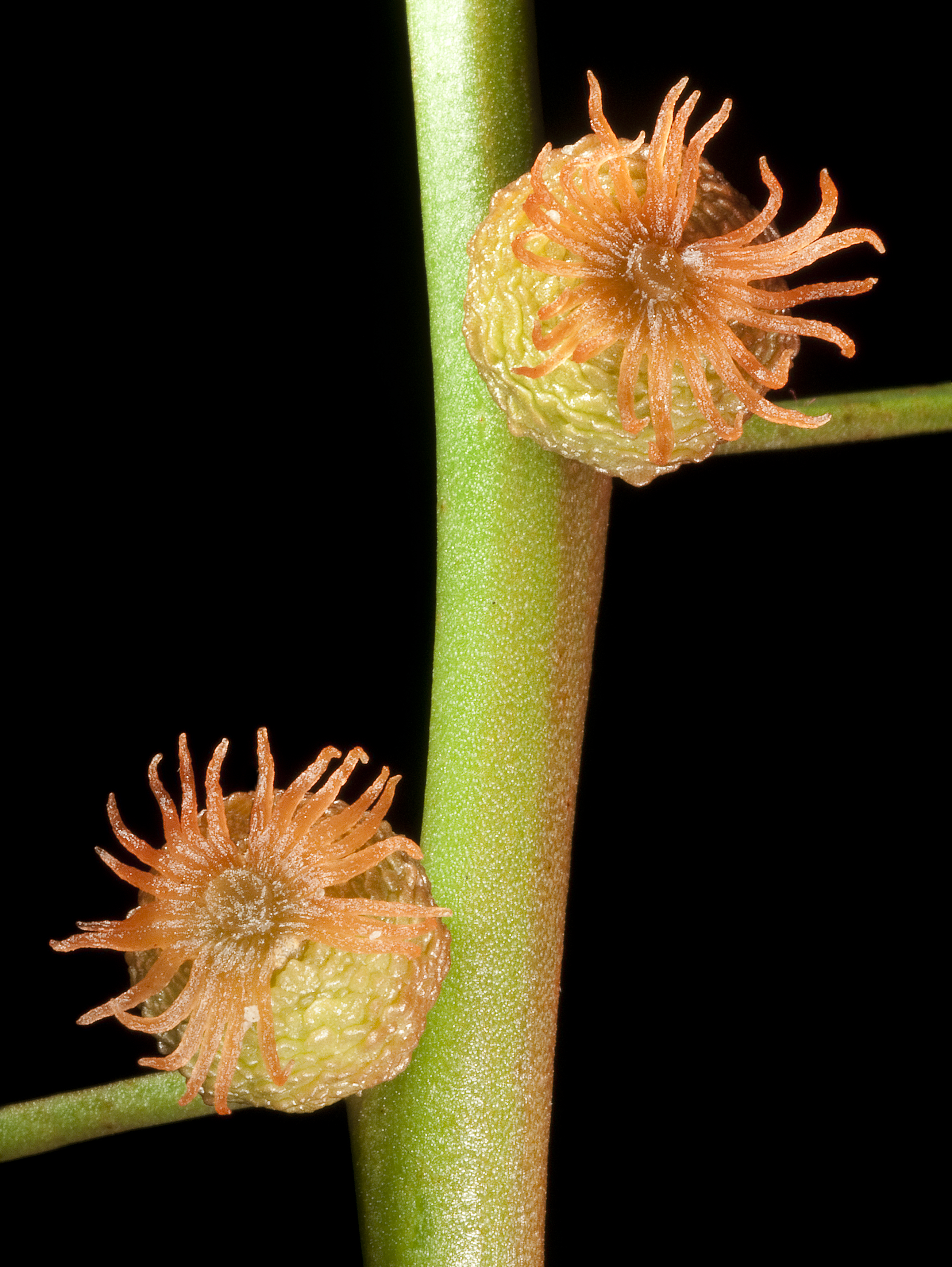
Tersonia cyathiflora

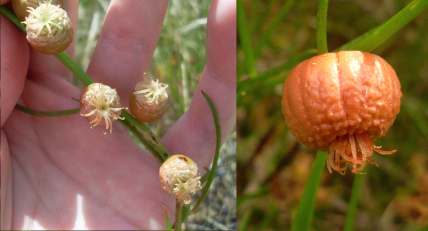
Tersonia cyathiflora

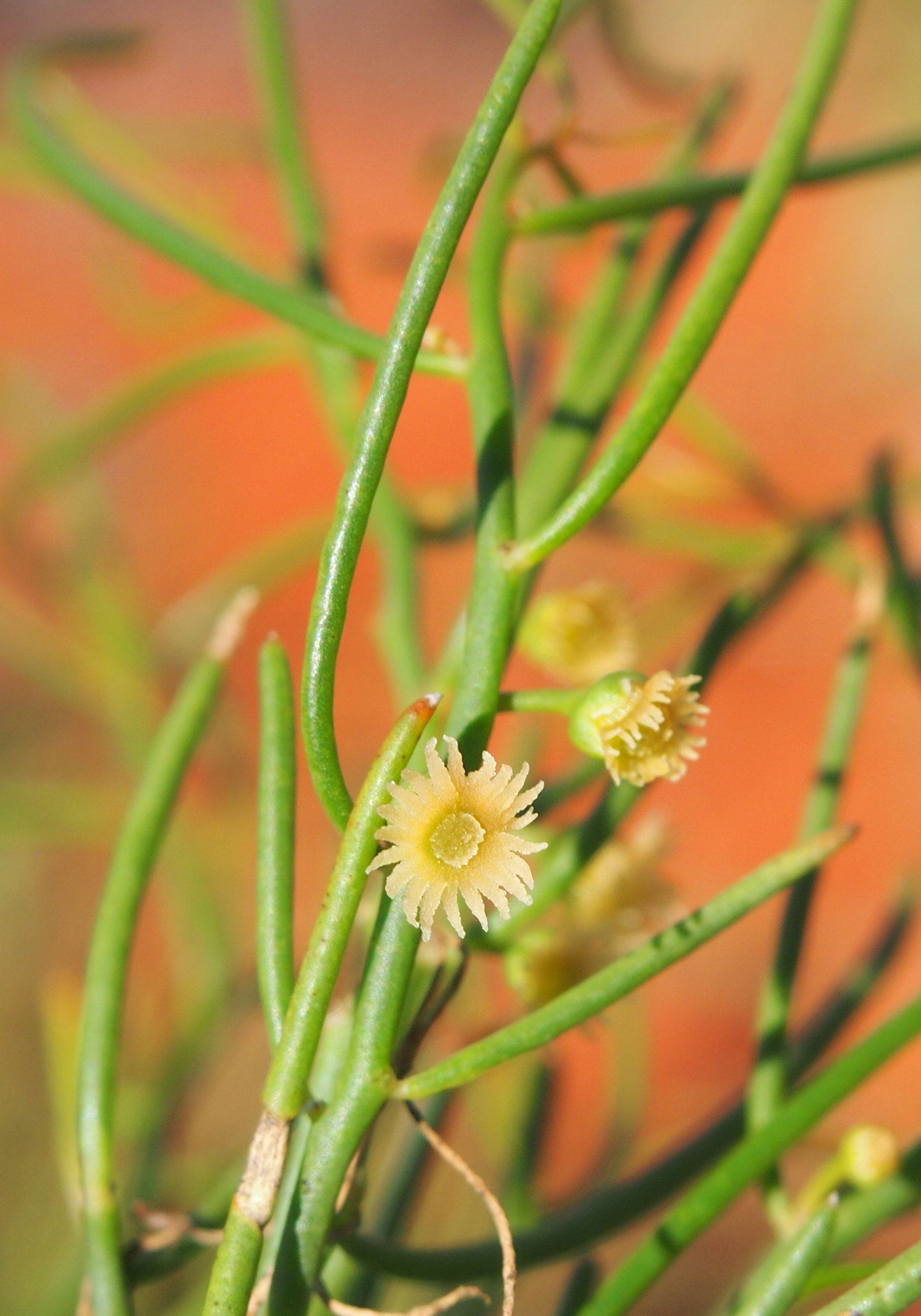
Gyrostemon ramulosus

### Vegetative Merkmale
Sie wachsen als Sträucher, kleine Bäume oder manchmal Halbsträucher, die Xerophyten sind und oft ein wenig sukkulent sind. Das Sekundäre Dickenwachstum geht von einem konventionellen Kambiumring aus. Die Stämme und Laubblätter sind gummiartig.
Die wechselständig und spiralig angeordneten Laubblätter können gestielt oder sitzend und klein bis mittelgroß sein. Die einfachen, oft fleischigen, oder krautigen bis ledrigen Blattspreiten sind linealisch, lanzettlich, verkehrt-lanzettlich oder eiförmig. Die Blattspreiten sind besitzen nur eine Blattader oder es liegt Fiedernervatur vor. Es können winzige Nebenblätter vorhanden sein.

### Generative Merkmale
Die Blüten stehen einzeln oder in end- oder seitenständigen, traubigen oder ährigen Blütenständen zusammen. Es sind kleine Deckblätter (Brakteolen) vorhanden.
Die Blüten sind funktional eingeschlechtig, meist auch auf getrennten Pflanzenexemplaren (Diözie); seltener sind die Arten einhäusig getrenntgeschlechtig (Monözie). Die unauffälligen Blüten sind mehr oder weniger radiärsymmetrisch.  Die Blütenhülle (Perianth) besteht aus einem Kreis mit vier oder fünf verwachsenen, kelchblattartigen (sepalinen) Blütenhüllblättern, die einen breiten fleischigen, flachen oder konvexen Blütenboden umgeben. Der Kelch ist becherförmig, gelappt oder ganzrandig. An diesem setzen die 6 bis 100 (zahlreichen) Staubblätter und der Fruchtknoten an. Die Staubblätter sind untereinander frei und auch nicht mit den Blütenhüllblättern verwachsen. Es sind höchsten kurze Staubfäden vorhanden. Die Staubbeutel öffnen sich mit einem Längsschlitz. Die Pollenkörner besitzen drei Aperturen und sind meist colpat. 5 bis 25 Fruchtblätter sind teilweise bis vollständig zu einem oberständigen Fruchtknoten verwachsen. Pro Fruchtblatt gibt es eine anatrope Samenanlage. 
Die meist anfangs fleischigen Spaltfrüchte zerbrechen radial in 2 bis 25 einsamige Teilfrüchte oder Schließfrüchte stehen in einer Sammelfrucht (Synkarp) zusammen. Die Samen besitzen ölhaltiges Endosperm und einen gut entwickelten, gekrümmten Embryo mit zwei flachen Keimblättern (Kotyledonen).

### Chromosomenzahlen und Inhaltsstoffe
Die Chromosomenzahlen betragen n=14 oder 15. 
In dieser Familie sind die für die Ordnung der Brassicales charakteristischen Senfölglykoside vorhanden.

## Ökologie
Die Bestäubung erfolgt durch den Wind (Anemophilie).

## Vorkommen
Die Familie Gyrostemonaceae ist in weiten Gebieten Australiens heimisch und kommt, mit Ausnahme des monsunbeeinflussten Nordens und südwestlichen Tasmanien im gesamten Kontinent vor. Die Arten treten jedoch nur in ariden Gebieten gehäuft auf. Manche Arten sind „Feuer-Opportunisten“ und besiedeln gestörte Standorte.

## Systematik
Die Familie der Gyrostemonaceae ist innerhalb der Ordnung der Kreuzblütlerartigen (Brassicales) die Schwestergruppe der Resedaceae.
In der Familie Gyrostemonaceae gibt vier bis fünf Gattungen mit 16 bis 19 Arten:
- Codonocarpus A.Cunn. ex Endl.[1]: Es gibt etwa drei Arten:
  - Codonocarpus attenuatus (Hook.) H.Walter: Queensland und das nordöstliche New South Wales.[2]
  - Codonocarpus cotinifolius (Desf.) F.Muell.: Australien.[2]
  - Codonocarpus pyramidalis (F.Muell.) F.Muell.: South Australia.[2]
- Cypselocarpus (F.Muell. ex Benth.) F.Muell.: Es gibt nur eine Art:[3]
  - Cypselocarpus haloragoides (F.Muell. ex Benth.) F.Muell.: Sie gedeiht auf sandigen Böden in der Küstenregion von Western Australia.
- Gyrostemon Desf. (Syn.: Cyclotheca Moq., Didymotheca Hook. f.): Es gibt etwa 12 oder 13 Arten.[4]
- Tersonia Moq.: Es gibt nur eine Art:
  - Tersonia cyathiflora (Fenzl) A.S.George ex J.W.Green[5]: Es handelt sich um eine mehrjährige, ephemere Pflanze, deren Samen mehrere Jahre in der Samenbank überstehen und erst nach einem Feuer keimen. Dieser Endemit gedeiht auf Sandböden nördlich von Perth in Western Australia.[6]
- Walteranthus Keighery[7]: Es gibt nur eine Art:
  - Walteranthus erectus Keighery[8]: Sie gedeiht auf Sand über Kalkstein in der Küstenregion von Western Australia.

## Belege
Der Artikel beruht auf folgenden Weblinks:
- Die Familie der Gyrostemonaceae auf der APWebsite. (Abschnitte Beschreibung und Systematik)
- Gyrostemonaceae bei Flora of Australia online. (Abschnitte Beschreibung und Systematik)
- Gyrostemonaceae in L. Watson and M.J. Dallwitz (1992 onwards): The families of flowering plants. (Abschnitt Beschreibung)
- Die Familie der Gyrostemonaceae bei Flora of Tasmania Online. (Abschnitte Beschreibung und Systematik)
- Die Familie der Gyrostemonaceae bei Western Australian Flora. (Abschnitt Beschreibung)
- Die Familie der Gyrostemonaceae bei Flora of New South Wales Online. (Abschnitte Beschreibung und Systematik)